# Seifersdorfer Grund

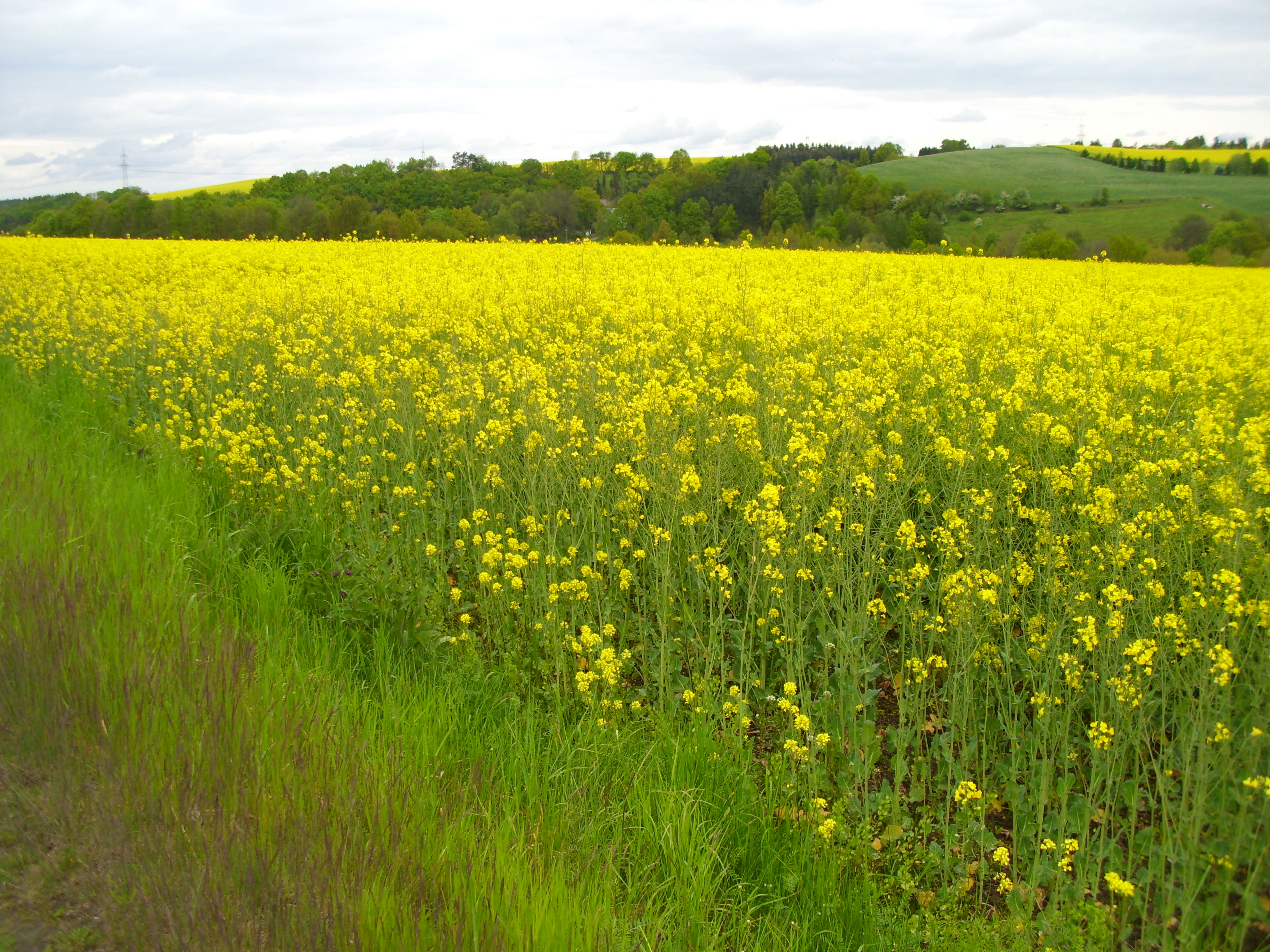
Blick auf den Seifersdorfer Grund

Der Seifersdorfer Grund ist ein aus Gneisgestein bestehendes Kerbtal der Roten Weißeritz bei Dippoldiswalde im Landkreis Sächsische Schweiz-Osterzgebirge, das sich an den Spechtritzgrund im Rabenauer Grund anschließt und diesen mit der Talsperre Malter verbindet. Er ist seit 1974 als Teil des Landschaftsschutzgebietes Tal der Roten Weißeritz ausgewiesen.

## Lage

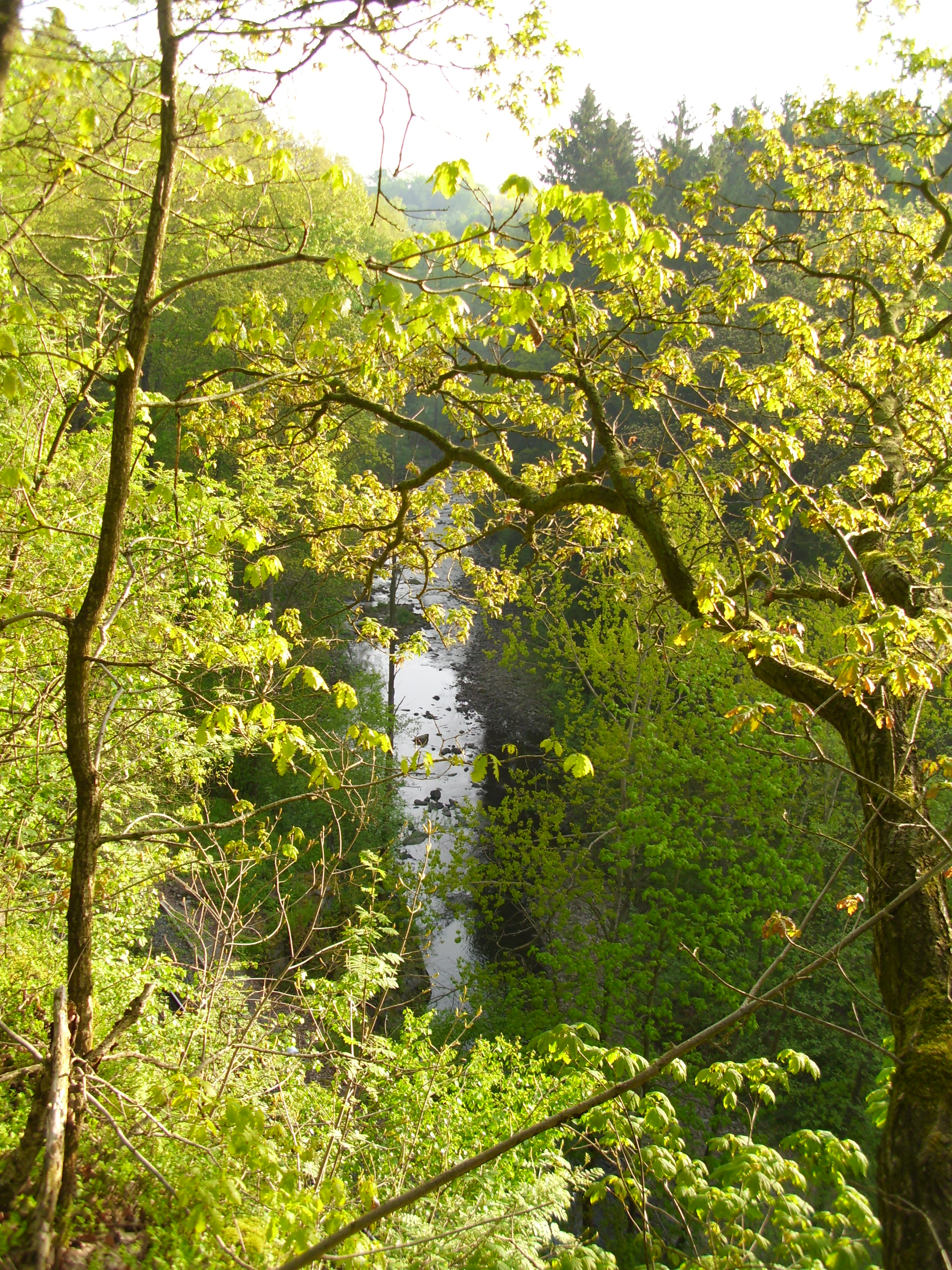
Der Seifersdorfer Grund

Als Seifersdorfer Grund wird der Abschnitt zwischen der Sperrmauer der Talsperre Malter und dem Langegrundbach, der die Grenze zum Spechtritzgrund darstellt, bezeichnet. Zwischen der Ortschaft Seifersdorf und dem Spechtritzgrund wird er auch als Teilstück des oberen Rabenauer Grundes benannt, wobei der andere Teil in Richtung Sperrmauer den eigenständigen Namen trägt. Felsformationen zeigen sich an beiden Seiten, durch die sich über Millionen von Jahren die Rote Weißeritz ihr Flussbett geschaffen hat.
Einmündende Nebenflüsse sind der Oberseifersdorfer Bach, der Goldgrubenbach, der Dorfbach in Seifersdorf, der Mittelgrundbach, der Langegrundbach, der Vorderegrundbach, die Oelsabergbach sowie kleinere Zuflüsse. Ein Mühlgraben führt das Wasser von der Talsperre Malter zum Wasserkraftwerk Seifersdorf und zur ehemaligen Stuhlmühle.

## Geschichte
Im Jahre 1501 wird die Seifersdorfer Mühle mit dem dazugehörigen nach einer Hufe gerechneten Lande erstmals erwähnt, 1470 die Brettmühle auf der Brettmühlwiese, diese verfiel nach und nach, daneben entstand 1862 eine Knochen- und eine im selben Jahr vom Müller Christian Karl Pfundt genannte danebenstehende Ölmühle. An Stelle der Knochenmühle entstand ab 1887 eine Stuhl- und Möbelfabrik der Firma Büttner&Co (Inhaber: Franz Ferdinant Riemschneider, August Albin & Louis Georg Büttner), 1907 wurde die Stuhl- und Möbelfabrik abgetragen, am 14. Januar 1900 ging das neben& aus der Ölmühle entstandene Wasserkraftwerk Seifersdorf an das elektrische Netz, die Gebäude wurden 2004 abgetragen und 2005 das heutige Wasserkraftwerk eingeweiht.
Eine weitere Stuhlbaumühle entstand 1887 von Ernst Julius Oesterreich, 1897 übernahm die in diesem Jahr gegründete Firma Robert Julius Tietze und August Emil Legler die Stuhlbaumühle. 1882 wurde die Bahntrasse der Weißeritztalbahn von Hainsberg nach Kipsdorf durch den Grund geschaffen, wofür die erste Segmentbogenbrücke aus Stampfbeton in Deutschland, durch die Firma Dyckerhoff & Widmann entstand. Am 30. Oktober 1882 fuhr der erste Zug, am 24. April 1912 wurde die neue, oberhalb liegende Trasse eingeweiht, für welche die Brücken über den Langegrund 1910, die über die Weißeritz am Bahnhof Seifersdorf 1911 und die über den Goldgrubengrund im Jahre 1911 fertiggestellt wurde. Bis zur Demontage der alten Gleisanlage 1914 fuhren Güterzüge zum Talsperrenbau, seitdem wurde ein Teil Richtung Spechtritz des alten Bahndamms als Wanderweg genutzt, am 7. August 1896 wurde der Fußweg Bau mit zwei eisernen Brücken (über den Langegrund und Mittelgrund) zwischen Spechtritz und dem Gasthaus Zum Weißeritztal (1870 erbaut) in Seifersdorf (heute am Wanderparkplatz) ausgeschrieben, 1897 war der Fußweg fertiggestellt der oberhalb der Bahntrasse teils auf Waldwegen und eigenständig verlief, bis auf ein Teilstück entlang der Roten Weißeritz, welches mit einem Pfostenseilzaun ausgestattet ist und heute noch dafür genutzt wird. Der an der alten Bahnbrücke gegenüber der Weißeritz hervorragende Felsen wurde in früheren Zeiten Rabenstein auch Adlerfelsen genannt, seit Anfang des 20. Jahrhunderts trägt er der Sage nach den Namen Trompeterfelsen. Der Grund selbst wurde noch 1896 Tal der Roten Weißeritz genannt, seine Nennung als Seifersdorfer Grund entstand im Laufe des 20. Jahrhunderts. 1937 erfolgte der Bau eines 5,20 Meter tiefen Sickerbrunnen auf der Brettmühlwiese dessen Wasser mittels elektrischen Pumpwerk der Firma Otto Böttger aus Dresden dem Dorfe hinaufgeführt wurde. Dieses Pumphaus ist 1938 fertiggestellt und befindet sich noch heute am Wanderweg im Grunde Gegenüber dem Wasserkraftwerk. Oberhalb des Wasserkraftwerks am Müllers Torweg befindet sich die Rumbergwiese mit der angrenzenden Gartenanlage an den Grunde, hier steht die 1934 errichtete Rumberghütte der Gebrüder Rumberg von den Rumbo-Seifenwerken Freital, die Jagdpächter des Jagdrevier Seifersdorf waren. 
Ein erster Haltepunkt mit Ladegleis und Güterschuppen bestand auf der am 30. Oktober 1882 eingeweihten Bahnstrecke Freital-Schmiedeberg, ab 1883 bis Kipsdorf auf dem heutigen Parkplatz in Seifersdorf, die daneben stehende geschlossene Gaststätte zum Weißeritztal früher auch Gasthaus zum Bahnhof durfte für Zugwartende genutzt werden, da keine Wartehalle bestand. Der heutige Bahnhof der Weißeritztalbahn in Seifersdorf wurde durch den Bau der Talsperre Malter angelegt, er befindet sich auf der Gemarkung von Oelsa und ist im April 1912 eingeweiht, die Wartehalle am Stationsgebäude ist erst nach begonnenen Bauarbeiten im Juni 1928, im Februar 1929 fertiggestellt wurden. Gegenüber der Weißeritzbrücke am Abzweig zum Bahnhof erblickt man an einem mächtigen Felsen über den Bahngleisen den großen weißen alten Schriftzug „Freiheit“.  

## Landschaftsschutz

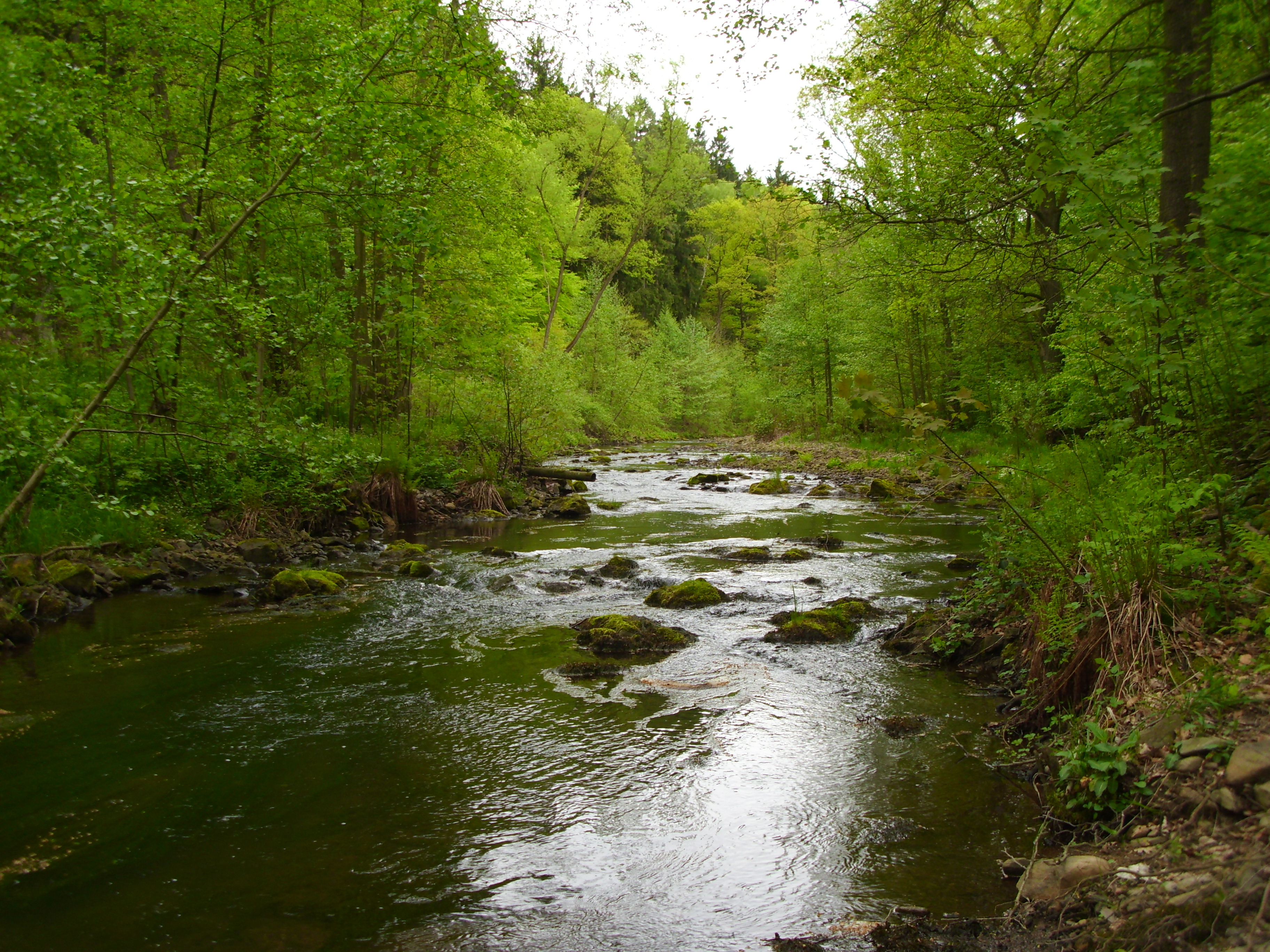
Die Rote Weißeritz im Seifersdorfer Grund

Von der Sperrmauer der Talsperre Malter einschließlich des Gründel, Teilen des Dorfes Seifersdorf, Mittelgrund, Lange-Grund, Spechtritzgrund, Lübauer Gründel bis zur Rabenauer Mühle wurde das Gebiet am 4. Juli 1974 unter dem Namen „Tal der Roten Weißeritz“ unter Schutz gestellt. Artenreiche Wiesen mit Wasserquellen, Waldabschnitten und verschiedenen Tierarten sind im Grund zu finden. Zudem liegt es im FFH-Gebiet „Täler von Roter Weißeritz und Oelsabachtal“ und dem Europäischen Vogelschutzgebiet „Weißeritztäler“ des Natura 2000.

## Tourismus
Ein Wanderweg folgt in der gesamten Länge des Grundes ab der Langegrundbrücke bis Seifersdorf und weiter zum Gründel, das Begehen ist für jedermann geeignet. Der Grund wird mit der Weißeritztalbahn, dem Haltepunkt Seifersdorf angefahren. Es steht in Seifersdorf ein Parkplatz für Wanderer zur Verfügung.
Am Weg sind durch Informationstafeln folgende Stationen ausgewiesen:

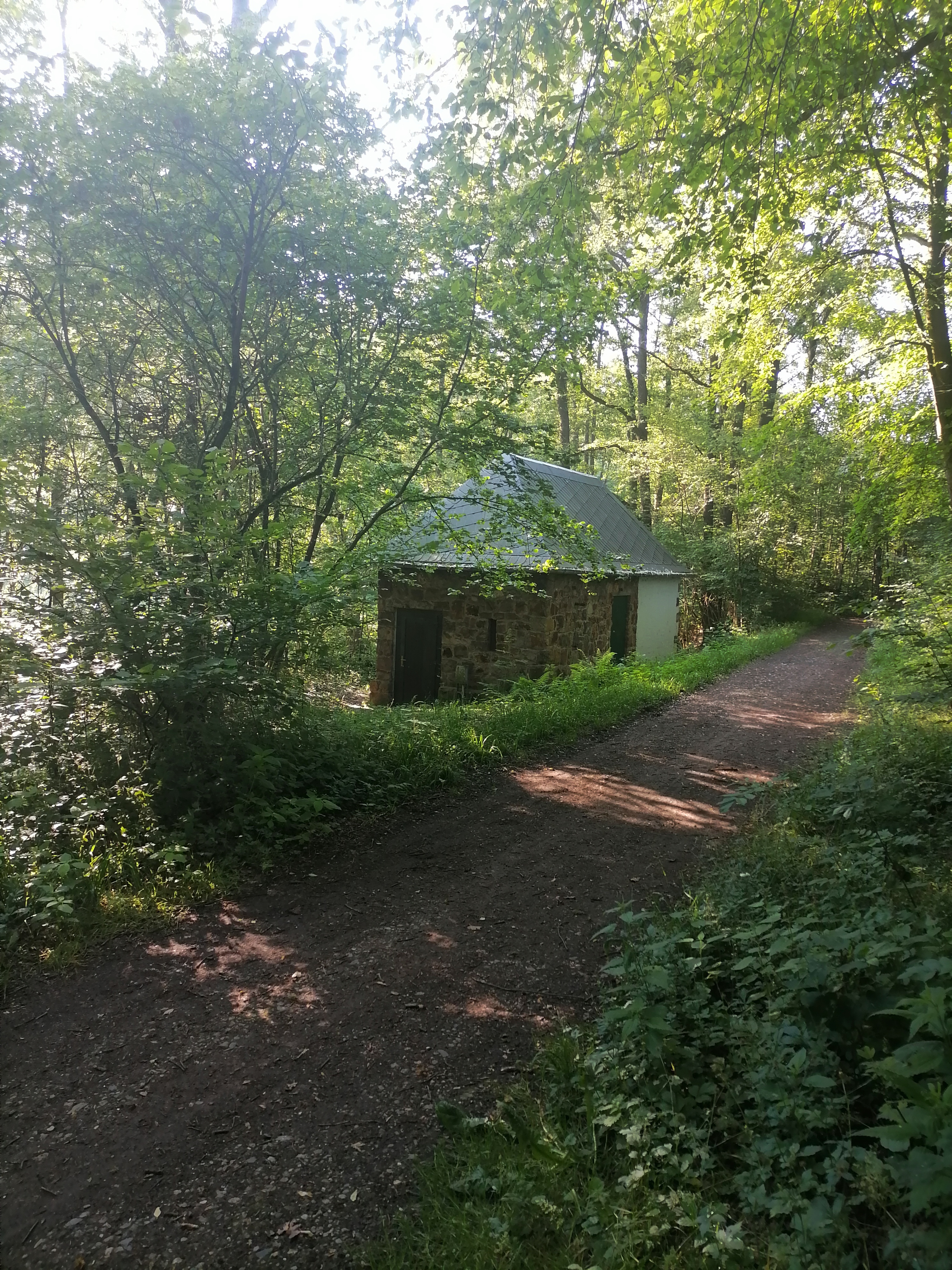
Wasserpumphaus Seifersdorf

- der Trompeterfelsen
- der Mittel-Grund
- die Segmentbogenbrücke
- die Mühlgrabenbrücke
- das Elektrizitätswerk